# Brázdim
Brázdim település Csehországban, a Kelet-prágai járásban. Brázdim Brandýs nad Labem-Stará Boleslav, Sluhy, Podolanka, Polerady, Přezletice és Veleň településekkel határos. Lakosainak száma 712 fő (2024. január 1.).

## Népesség
A település lakosságának változását az alábbi diagram mutatja:
| Lakosok száma | 530  | 680  | 600  | 606  | 543  | 654  | 655  | 678  | 741  | 712  |
|               | 1869 | 1900 | 1921 | 1961 | 1980 | 2011 | 2016 | 2019 | 2021 | 2024 |